# Enrique Marzo Balaguer
Enrique Marzo Balaguer   (Madrid, 23 de novembre de 1875 - Madrid, 1947) fou un militar i polític espanyol.

## Biografia
Va ingressar en l'Acadèmia General Militar el 28 d'agost de 1883 i el 1886 es graduà com a alferes d'infanteria. El 1886 assolí el grau de tinent, el 1896 el de capità, el 1899 el de comandant, el 1910 el de tinent coronel i el setembre de 1913 el de coronel. Com a capità va participar en la guerra de Cuba i de 1912 a 1914 va lluitar al Marroc. El juny de 1914 fou nomenat director de l'Acadèmia d'Infanteria. El 5 de gener de 1918 fou condecorat amb la creu de tercera classe del Mèrit Militar.
Ascendeix a general de brigada en 1918 i a tinent general en 1926. Exercia el càrrec de Capità General de Balears quan va ser nomenat el 30 de gener de ministre de la Governació càrrec que va exercir només fins al 25 de novembre del mateix any.